# Bunkers langs spoorlijn 64
Tijdens de Eerste Wereldoorlog was het voor de Duitsers van groot belang om de troepen en logistiek uit Roeselare naar het front te krijgen. Daarom werden er verschillende bunkers gezet ter verdediging van het station en de spoorlijn.

## De Bunkers

### Eerste bunker
De eerste bunker langs de spoorlijn, van Roeselare naar Ieper, staat ter hoogte van de Roeselaarsestraat 235 te Moorslede.
Het is een Duitse betonnen bunker die deel uitmaakte van de Flandern I - Stellung in 1918. Deze betonnen schuilplaats, zonder schietgaten, heeft 2 ingangen en een afgeronde bovenzijde.
Het bovengrondse deel van de bunker heeft volgende afmetingen: 5,85m x 7,60m x 2,50m.
Het deel onder de grond zou toegankelijk zijn geweest via trappen die uitmonden in een voorkamer met een toegang tot een grotere ruimte.
Bouwkundig Erfgoed inventaris nummer ID: 24213

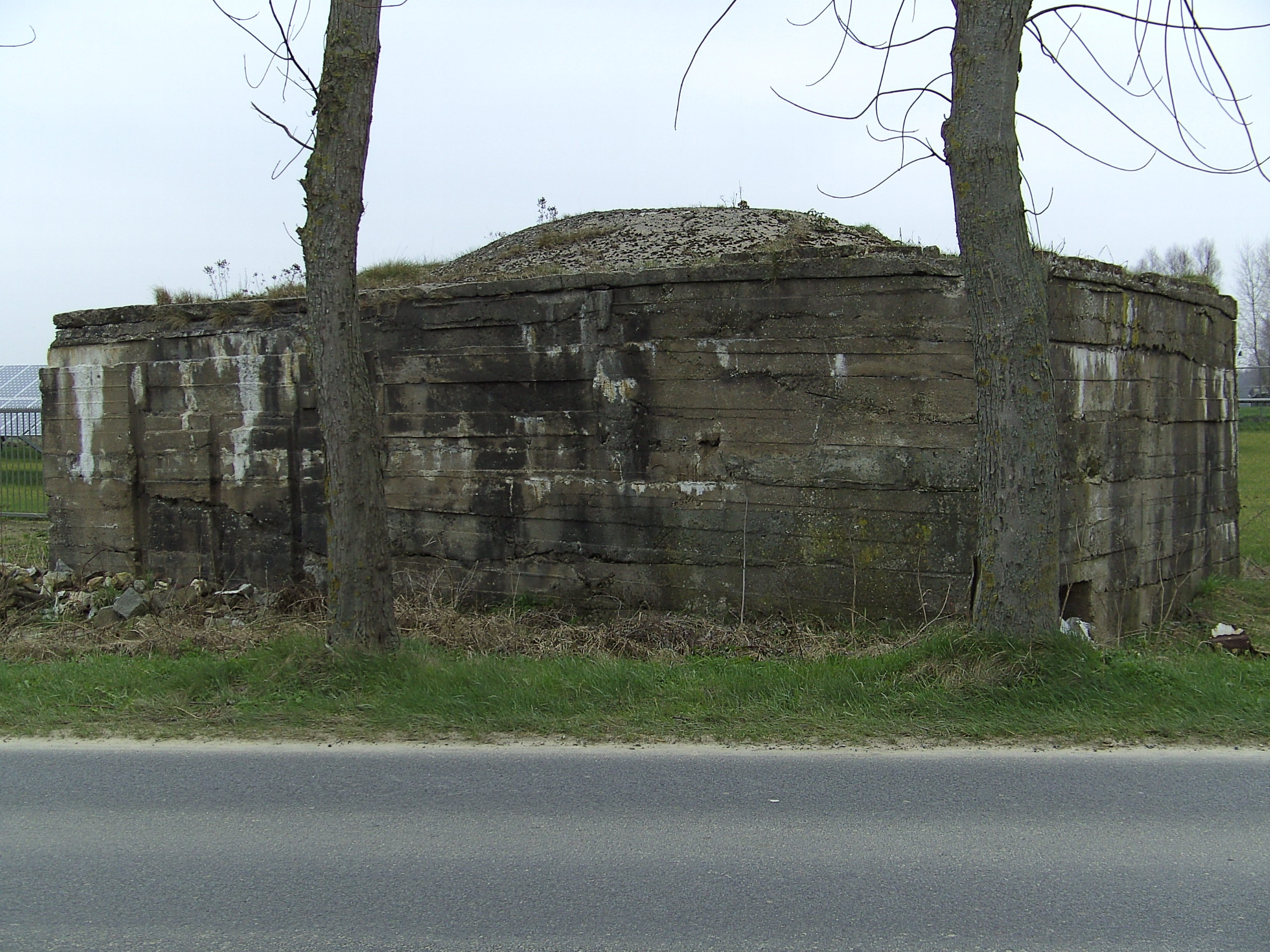
Eerste visuele bunker langs spoorlijn 64
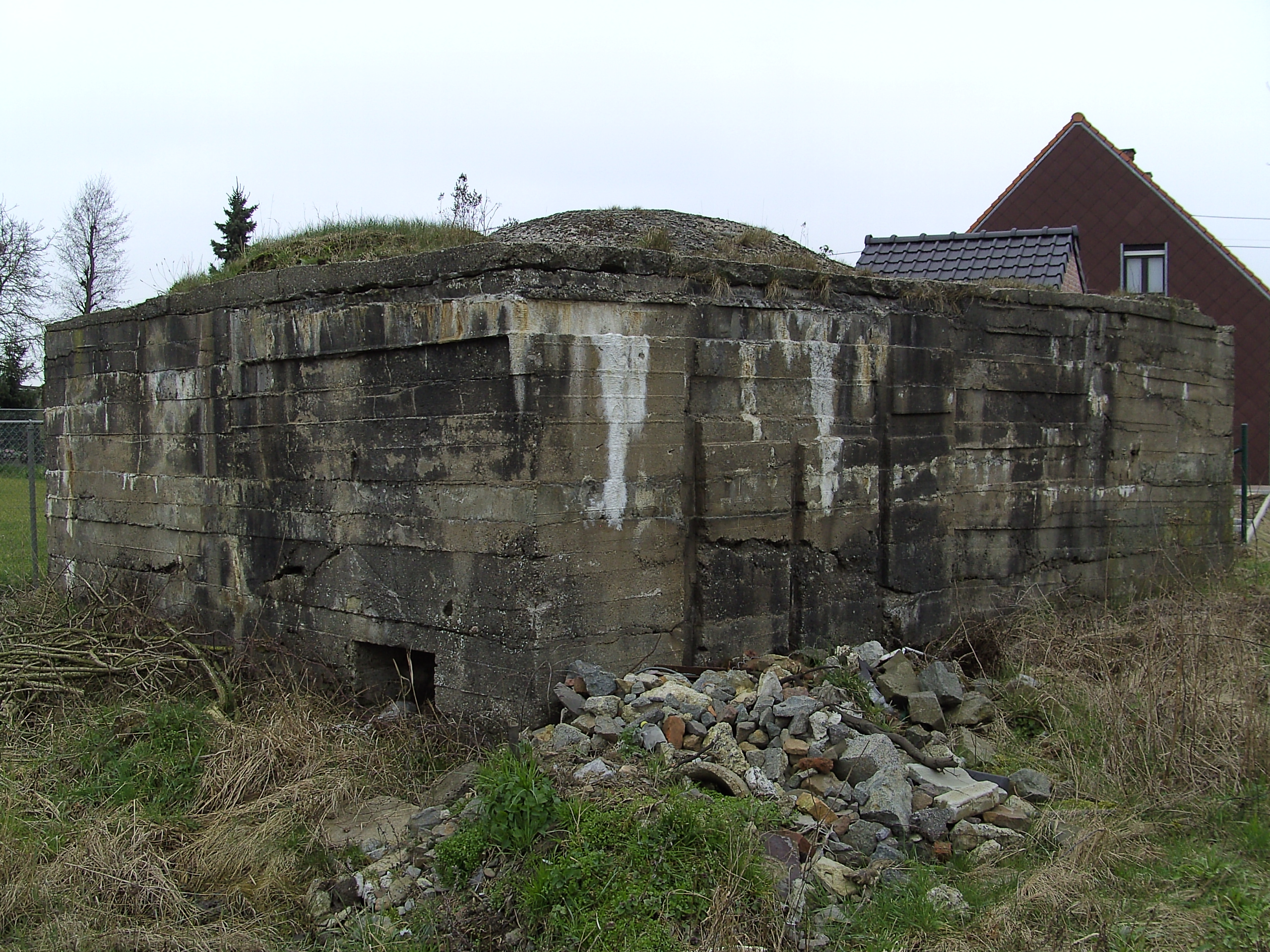
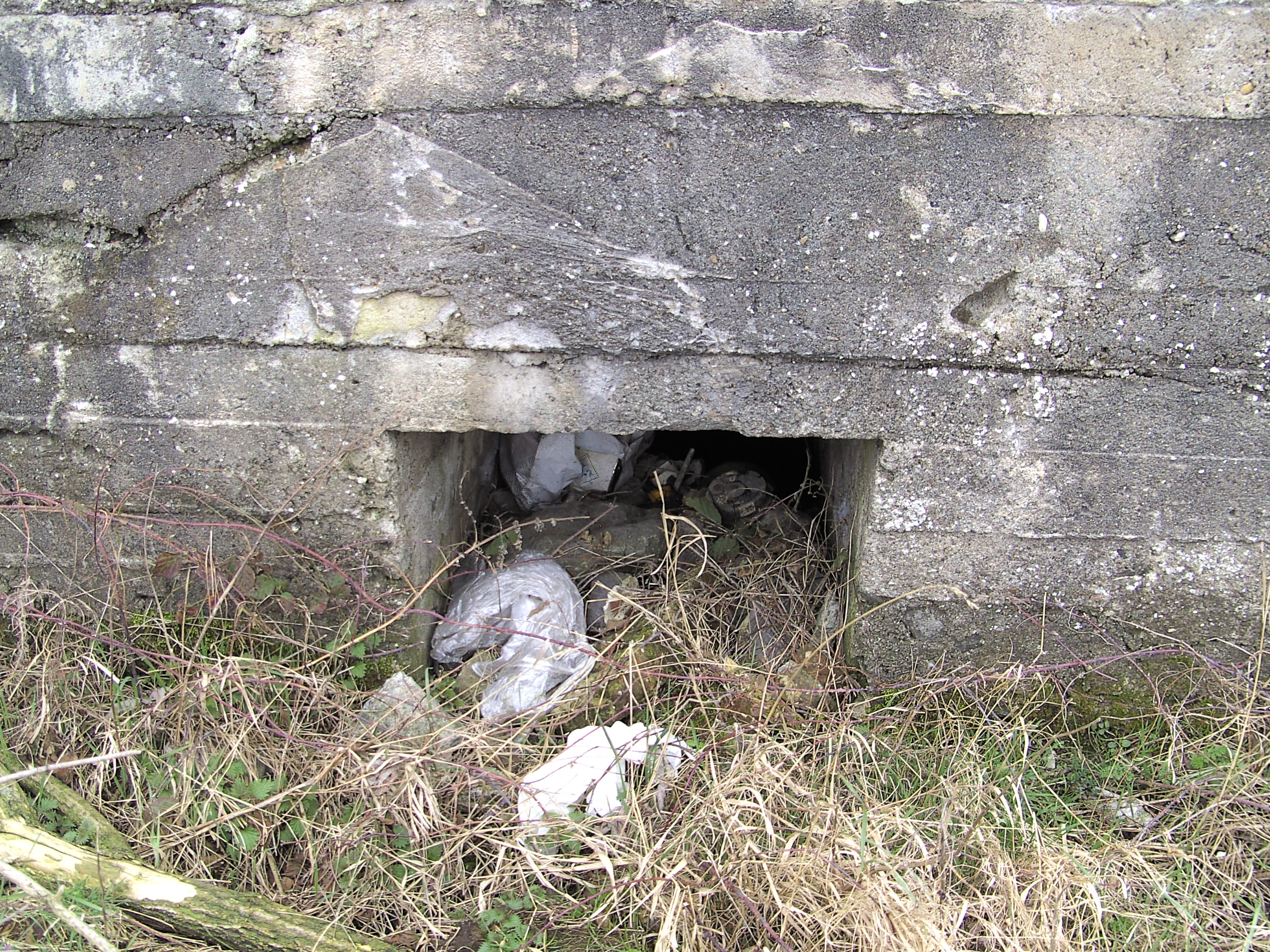
Ingang 1
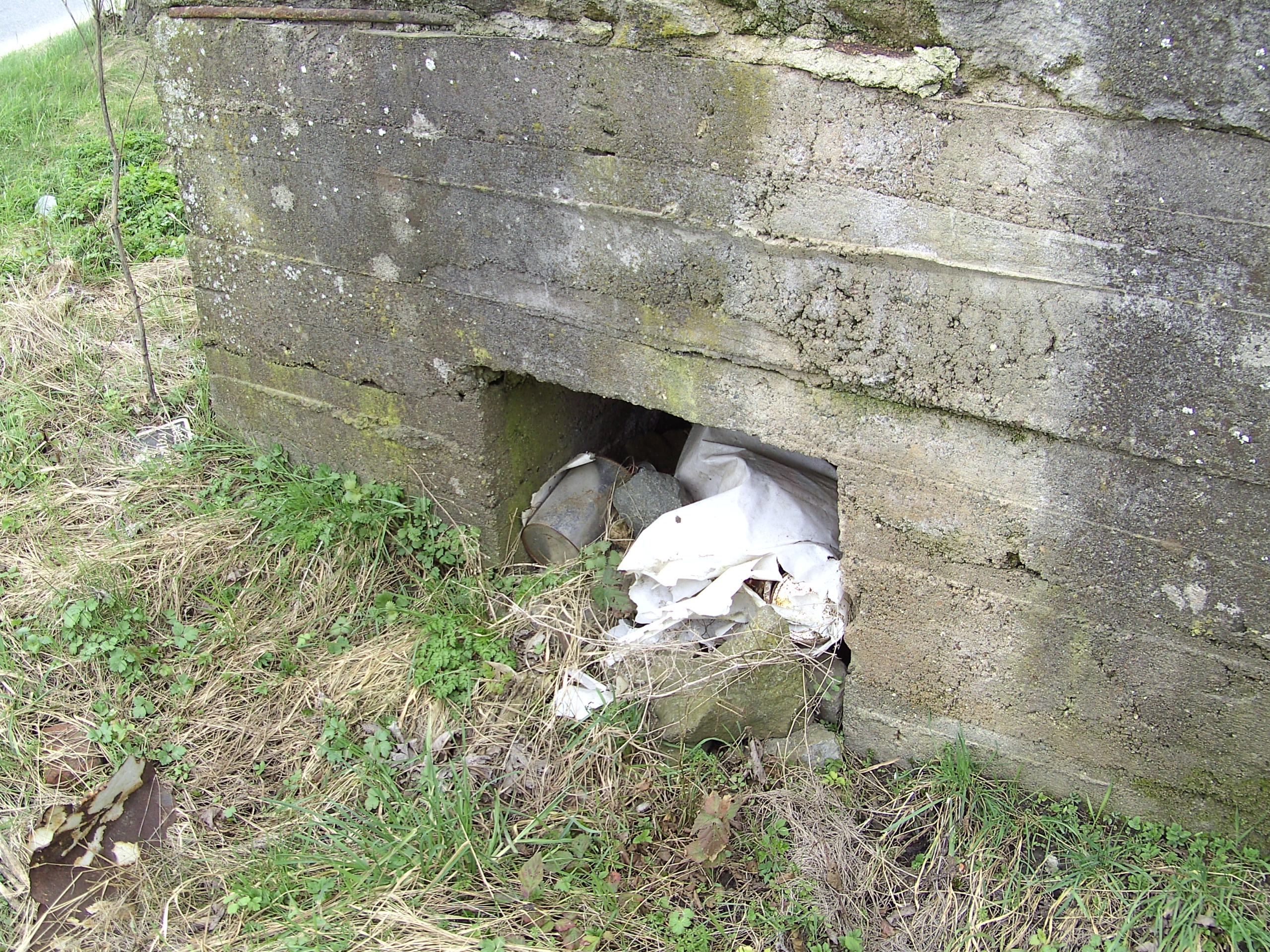
Ingang 2

### Tweede bunker
De tweede bunker, stond ter hoogte van de Lolliestraat 10. Deze werd later afgebroken.

### Derde bunker
De derde bunker ligt in de Kruiskedreef naast de vroegere Familieschool op de wijk 't Kruiske (Kruiskedreef 2). Dit is iets verder van de spoorlijn.

### Vierde bunker
De vierde bunker:De restanten van de bunker liggen ter hoogte van de Groenestraat 18 te Zonnebeke, de boerderij kreeg van de Britten de naam "Thames Farm".
Het zou gaan om een Duitse bunker bestaande uit 3 kamers, met een aanliggende mitrailleurspost. Wat nu is overgebleven, is de mitrailleurspost. De bunker werd in 1917 opgericht als hulppost voor de Duitse troepen.

Op 4 oktober 1917 om 7h50 werd deze bunker ingenomen door de 42th Battalion van de 3de Australian Division en ingericht als Regimental Aid Post.
De bunker werd op 11 oktober 1917 ingericht als Regimental Aid Post van de 9th Australian Field Ambulance. De spoorlijn werd gebruikt om slachtoffers over te brengen naar Zonnebeke. Eind oktober 1917 werd deze bunker gebruikt door de Canadezen.
- Bouwkundig Erfgoed inventaris nummer ID: 550